# Kirchberg an der Murr

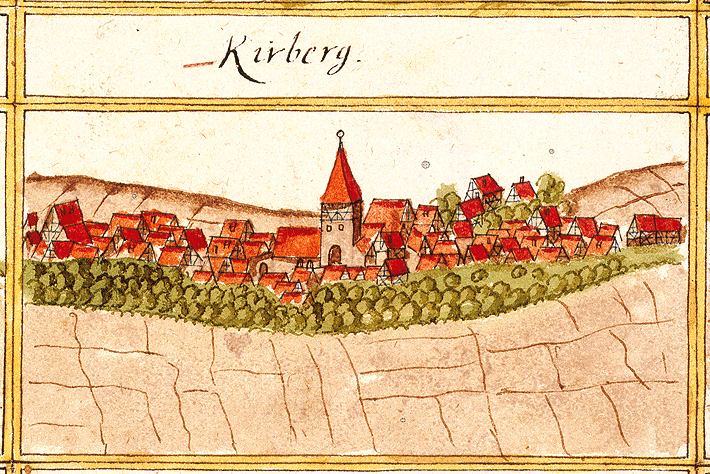
Kirchberg 1683/1685 im Kieserschen Forstlagerbuch

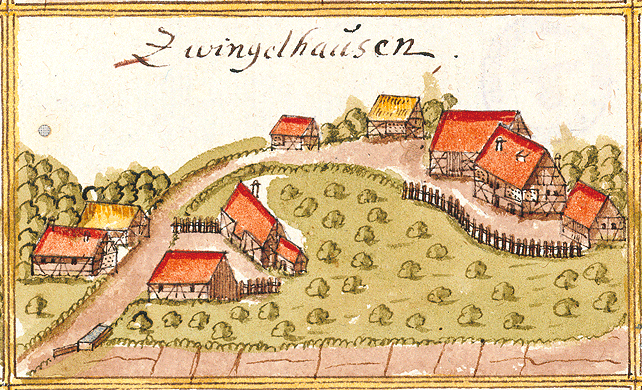
Zwingelhausen 1683/1685 im Kieserschen Forstlagerbuch

Kirchberg Ort

Kirchberg an der Murr ist eine Gemeinde im Rems-Murr-Kreis in Baden-Württemberg. Sie gehört zur Region Stuttgart (bis 1992 Region Mittlerer Neckar) und zur Randzone der europäischen Metropolregion Stuttgart.

## Geographie

### Geographische Lage
Kirchberg an der Murr liegt an der Murr, einem Nebenfluss des Neckar, zwischen Backnang und Marbach am Neckar. Das Gemeindegebiet hat Anteil an den Naturräumen Schwäbisch-Fränkische Waldberge und Neckarbecken. Die Gemeinde liegt auf 201 bis 349 m ü. NHN.

### Gemeindegliederung
Zur Gemeinde Kirchberg an der Murr gehören das Dorf Kirchberg an der Murr, die Weiler Frühmeßhof, Neuhof, Rundsmühlhof und Zwingelhausen und das Gehöft Obertorhöfe. Diese sechs Ortschaften werden in der Hauptsatzung als Ortsteile geführt. Deren offizielle Benennung erfolgt durch vorangestellten Gemeindenamen und durch Bindestrich nachgestellten Namen der Ortsteile. Auf dem Gemeindegebiet liegen zudem die abgegangenen Ortschaften Atzstetten, Auhof, Eglofshalden, Eichhalden, Kronfeld, Luttern, Rundsmühle, Schwabstetten, Waibstatt, Inneres Höfle und Äußeres Höfle.

### Flächenaufteilung
Nach Daten des Statistischen Landesamtes, Stand 2014.

## Geschichte
In der Römerzeit befanden sich auf dem heutigen Gemeindegebiet mehrere römische Gutshöfe. Diese wurden spätestens mit dem Limesfall aufgegeben. Anschließend besiedelten die Alemannen das weitgehend menschenleere Gebiet. Nach der Schlacht von Zülpich 496 kam das Gebiet in den Machtbereich der Franken, welche die christliche Mission der Alemannen förderten. Kirchberg wurde am 11. April 1245 als Kircberc erstmals urkundlich erwähnt. Das Dorf, das sich größtenteils im Besitz der Herzöge von Teck befand, kam am 12. Juli 1302 an Württemberg. Im 14. Jahrhundert wurde erstmals der „ehrbare Mann“ Fritz Gaisberg (auch Friedrich Gaisberger) in Kirchberg erwähnt. Mit ihm und seinem gleichnamigen Vater beginnt die Stammreihe des Geschlechts derer von Gaisberg. Ein Conrad Gaisberg wird in einem Lagerbuch des Stifts Backnang 1393 als Schultheiß von Kirchberg erwähnt. Angehörige der Familie bekleideten in der Folgezeit hohe Ämter in Württemberg. 
Während des Dreißigjährigen Kriegs wurde Kirchberg wiederholt geplündert, wodurch die Hälfte der Gebäude zerstört wurde und auch durch die eingeschleppte Pest im Jahre 1626 ein Drittel der Bevölkerung starb. Im Pfälzischen Erbfolgekrieg marschierten französische Soldaten 1693 durch den Ort. Dabei kam es zu Plünderungen und zahlreichen Morden an Einwohnern. Der Ort gehörte in altwürttembergischer Zeit zum Amt Marbach, aus dem im späteren 18. Jahrhundert das Oberamt Marbach wurde. Am Beginn des 19. Jahrhunderts standen die großen Umwälzungen in Folge der Koalitionskriege, in deren Zusammenhang 1806 auch die Gründung des Königreichs Württemberg erfolgte. Nach diesen für die Bevölkerung einschneidenden Ereignissen mit ständigen kriegsbedingten Belastungen kam es 1816 zum Jahr ohne Sommer. Im Laufe des 19. Jahrhunderts wanderten wegen derartiger Hungersnöte 184 Kirchberger aus; darunter auch nach Bessarabien, wo sie die Ansiedlung Lichtental gründeten, wobei einige Nachfahren nach dem Zweiten Weltkrieg wieder zurückkamen. Erst ab 1930 wurden die Straßenverhältnisse nach Affalterbach, Marbach und 1956 nach Backnang verbessert. Die Verwaltungsreform während der NS-Zeit in Württemberg führte 1938 zur Zugehörigkeit zum Landkreis Backnang. Nach dem Zweiten Weltkrieg lag Kirchberg von 1945 bis 1952 im Land Württemberg-Baden, das 1945 in der Amerikanischen Besatzungszone gegründet worden war. 1952 gelangte die Gemeinde zum neuen Bundesland Baden-Württemberg. In der Nachkriegszeit entwickelte sich Kirchberg von einer landwirtschaftlich geprägten Gemeinde zu einem Pendlerort. Seit der Kreisreform von 1973 ist Kirchberg Teil des Rems-Murr-Kreises.

## Politik

### Gemeinderat und Bürgermeister

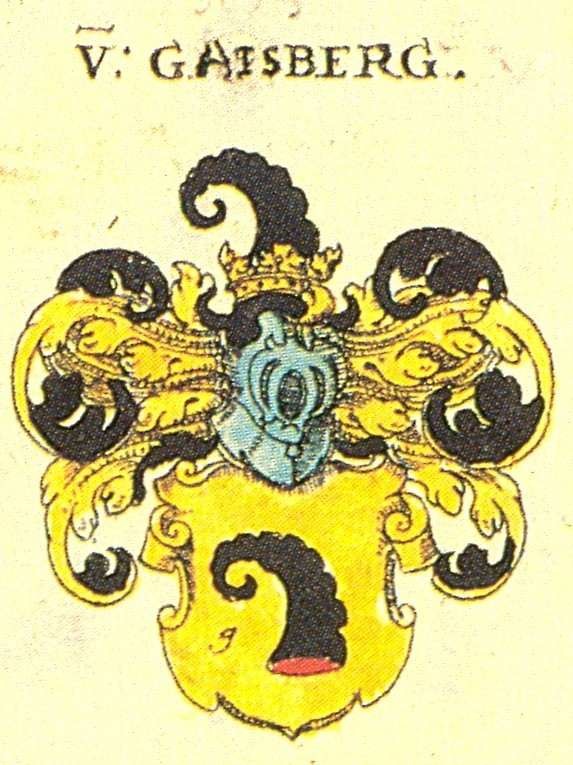
Wappen derer von Gaisberg, erstmals erwähnt im 14. Jahrhundert in Kirchberg an der Murr.

Der Gemeinderat in Kirchberg an der Murr hat 14 Mitglieder. Der Gemeinderat besteht aus den gewählten ehrenamtlichen Gemeinderäten und dem Bürgermeister als Vorsitzendem. Der Bürgermeister ist im Gemeinderat stimmberechtigt. Die Kommunalwahl am 9. Juni 2024 führte zu folgendem amtlichen Endergebnis:
| Parteien und Wählergemeinschaften | Parteien und Wählergemeinschaften  | % 2024 | Sitze 2024 | % 2019 | Sitze 2019 | Kommunalwahl 2024 %403020100 30,4 %28,9 %21,0 %19,8 % UBKBUKFLKGGKGewinne und Verlusteim Vergleich zu 2019 %p 2 0 −2 −4−0,8 %p+1,9 %p−2,3 %p+1,5 %pUBKBUKFLKGGK |
| UBK                               | Unabhängige Bürgerschaft Kirchberg | 30,4   | 4          | 31,2   | 4          | Kommunalwahl 2024 %403020100 30,4 %28,9 %21,0 %19,8 % UBKBUKFLKGGKGewinne und Verlusteim Vergleich zu 2019 %p 2 0 −2 −4−0,8 %p+1,9 %p−2,3 %p+1,5 %pUBKBUKFLKGGK |
| BUK                               | Bürger Union Kirchberg             | 28,9   | 4          | 27,0   | 4          | Kommunalwahl 2024 %403020100 30,4 %28,9 %21,0 %19,8 % UBKBUKFLKGGKGewinne und Verlusteim Vergleich zu 2019 %p 2 0 −2 −4−0,8 %p+1,9 %p−2,3 %p+1,5 %pUBKBUKFLKGGK |
| FLK                               | Freie Liste Kirchberg              | 21,0   | 3          | 23,3   | 3          | Kommunalwahl 2024 %403020100 30,4 %28,9 %21,0 %19,8 % UBKBUKFLKGGKGewinne und Verlusteim Vergleich zu 2019 %p 2 0 −2 −4−0,8 %p+1,9 %p−2,3 %p+1,5 %pUBKBUKFLKGGK |
| GGK                               | Gesundes Gemeinwesen Kirchberg     | 19,8   | 3          | 18,3   | 3          | Kommunalwahl 2024 %403020100 30,4 %28,9 %21,0 %19,8 % UBKBUKFLKGGKGewinne und Verlusteim Vergleich zu 2019 %p 2 0 −2 −4−0,8 %p+1,9 %p−2,3 %p+1,5 %pUBKBUKFLKGGK |
| gesamt                            | gesamt                             | 100,0  | 14         | 100,0  | 14         | Kommunalwahl 2024 %403020100 30,4 %28,9 %21,0 %19,8 % UBKBUKFLKGGKGewinne und Verlusteim Vergleich zu 2019 %p 2 0 −2 −4−0,8 %p+1,9 %p−2,3 %p+1,5 %pUBKBUKFLKGGK |
| Wahlbeteiligung                   | Wahlbeteiligung                    | 68,1 % | 68,1 %     | 66,8 % | 66,8 %     | Kommunalwahl 2024 %403020100 30,4 %28,9 %21,0 %19,8 % UBKBUKFLKGGKGewinne und Verlusteim Vergleich zu 2019 %p 2 0 −2 −4−0,8 %p+1,9 %p−2,3 %p+1,5 %pUBKBUKFLKGGK |

Bürgermeister ist Frank Hornek (parteilos). Er wurde am 4. Februar 2018 mit 94,6 % der abgegebenen Stimmen für eine vierte Amtszeit im Amt bestätigt. Die Wahlbeteiligung lag bei 34,8 %.

### Schultheißen und Bürgermeister
Die Schultheißen waren zumeist wohlhabende und angesehene Landwirte, die man umgangssprachlich auch Bauraschultes (Bauernschultes) nannte. Erst 1930 wurde in Württemberg die Amtsbezeichnung Schultheiß durch Bürgermeister ersetzt.
Liste der Schultheißen (unvollständig, Amtszeiten teilweise unklar):

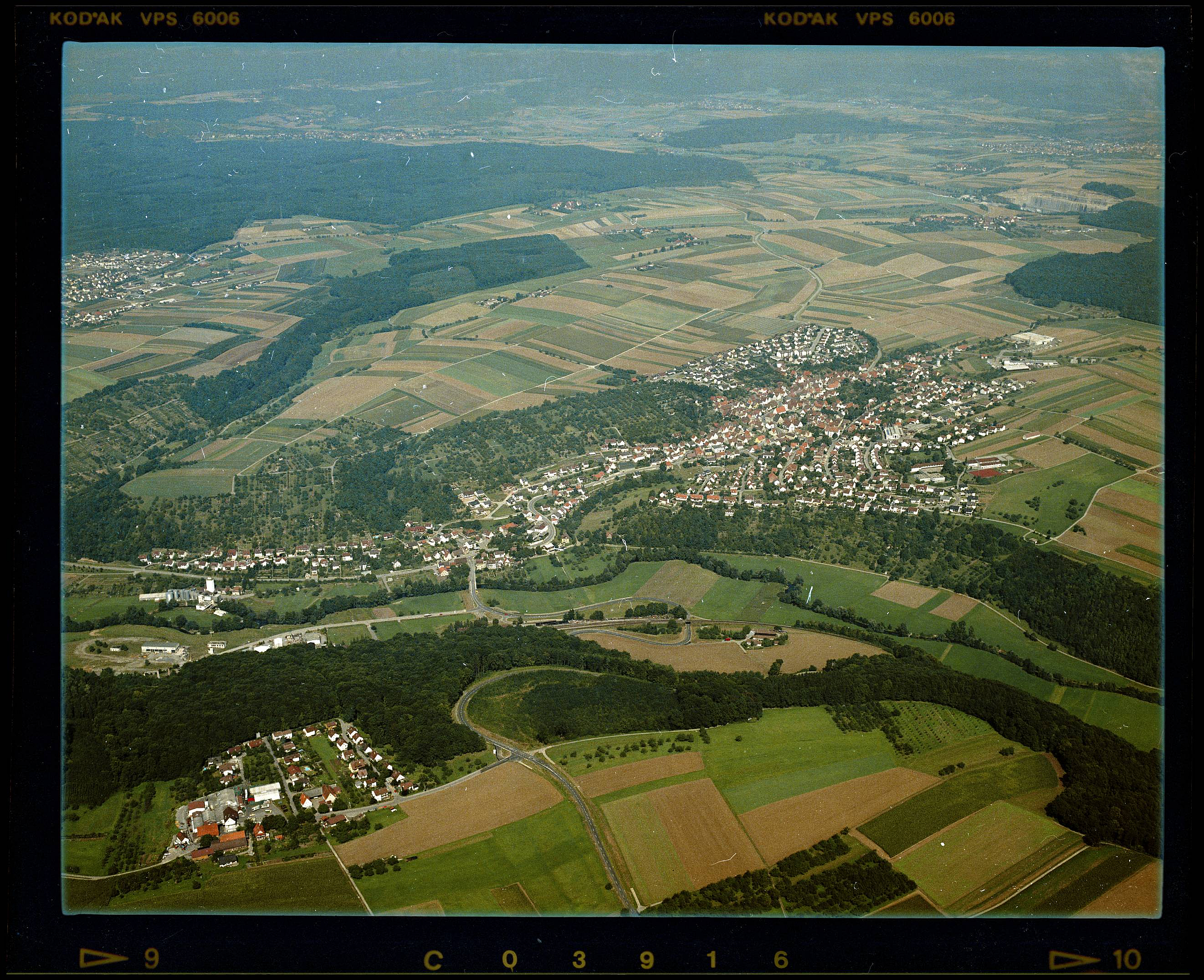
Luftbild von 1983

- um 1393: Conrad Gaisberg
- 1913: Wilhelm Bopp[10]

### Wappen
Blasonierung: "In Rot auf grünem Berge eine silberne (weiße) Kirche". 
Wappengeschichte: Die Gemeinde hatte das redende Wappen seit 1937. Auf ihren Antrag verlieh am 24. Juli 1959 das Innenministerium das Recht, auch die Flagge in den Farben "Weiß-Rot (Silber-Rot)" einschließlich des beschriebenen Wappens zu führen.

## Wirtschaft

### Verkehr
Kirchberg hat seit 1879 Anschluss an die Bahnstrecke Backnang–Ludwigsburg. Mit der Eröffnung der Verlängerung der S-Bahn-Linie S4 zwischen Marbach und Backnang am 8. Dezember 2012 ist die Gemeinde an das Stuttgarter S-Bahn-Netz angebunden.
Durch Kirchberg führt der Stromberg-Murrtal-Radweg, der als Fernradweg von Karlsruhe nach Gaildorf führt und damit den Rheinradweg mit dem Kocher-Jagst-Radweg verbindet.

## Bildungseinrichtungen
Die Gemeinde verfügt über eine Grundschule. 2018 wurde die Hauptschule mit Werkrealschule geschlossen.

## Kultur und Sehenswürdigkeiten

### Bauwerke
Zu den sehenswerten Bauwerken gehören das Rathaus von 1787 und das alte Pfarrhaus, das 1617 ursprünglich als Privathaus erbaut wurde. Die Lukaskirche wurde in den 1770er Jahren errichtet.

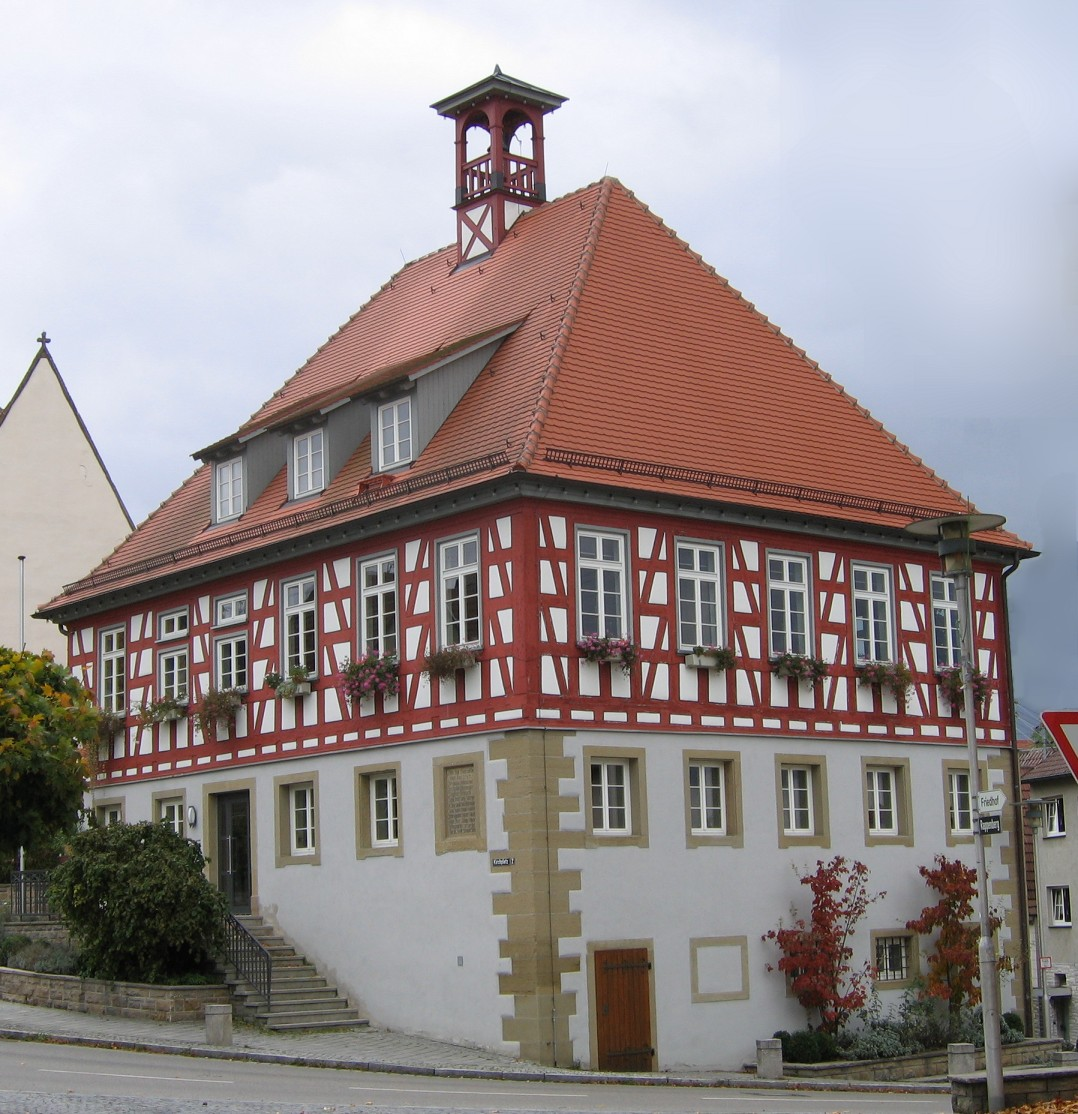
Rathaus
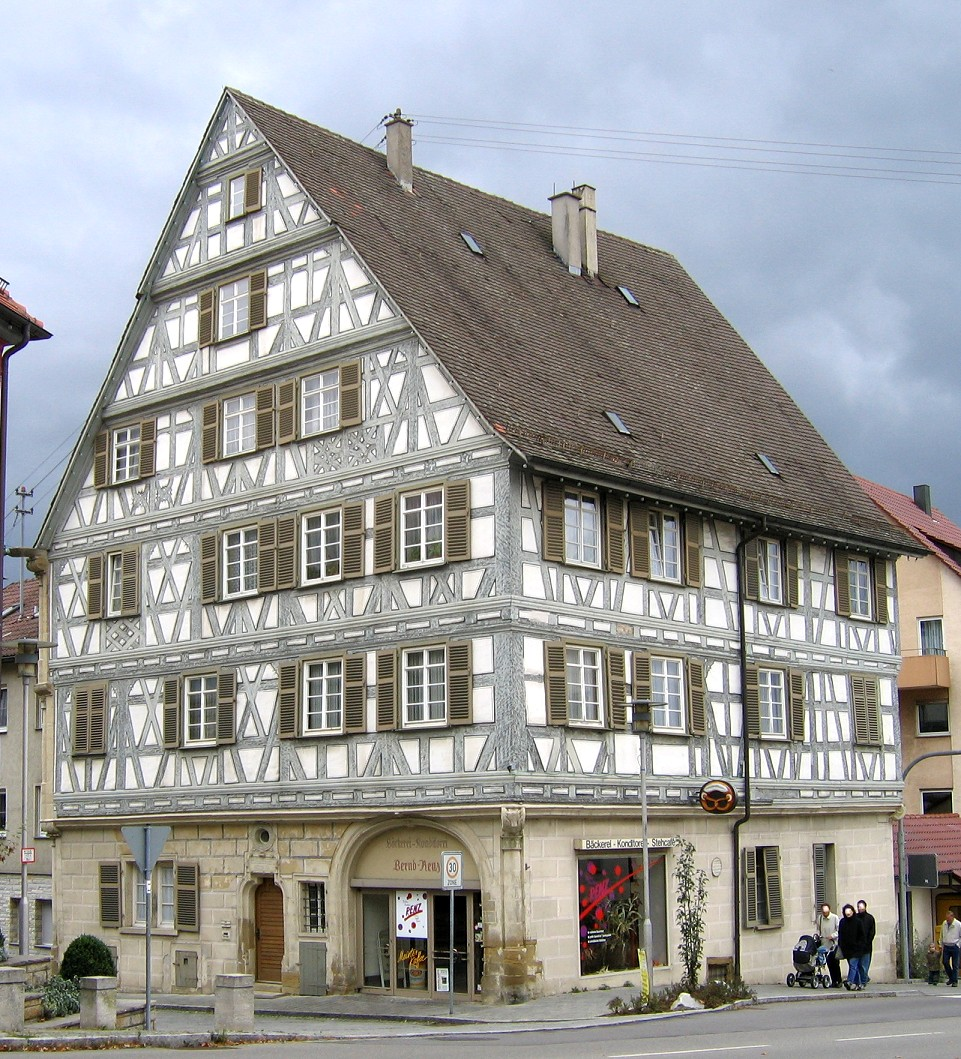
Altes Pfarrhaus
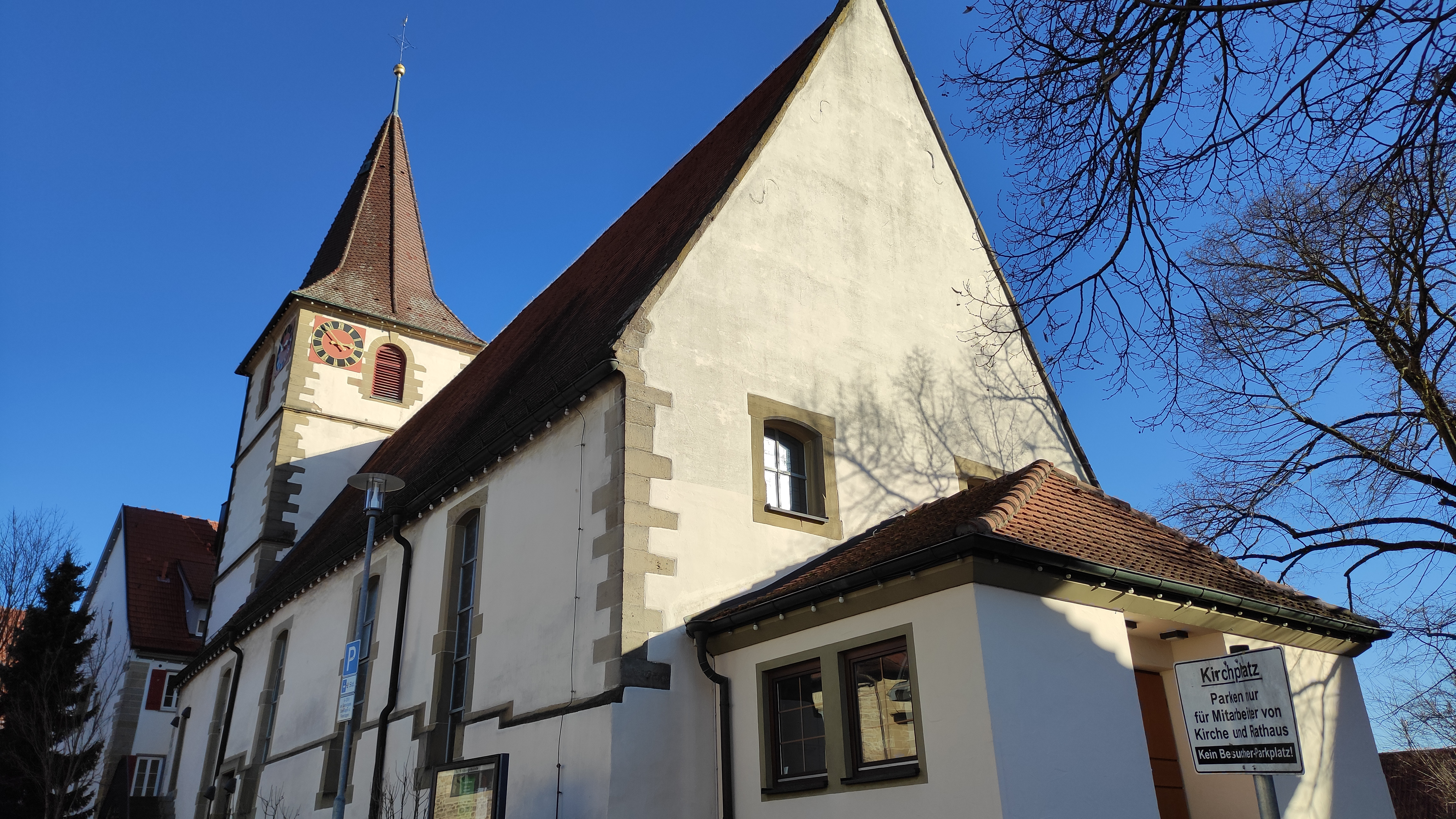
Lukaskirche

### Regelmäßige Veranstaltungen
- Das Bürgerfest findet Ende Juni, eine Woche vor dem Backnanger Straßenfest statt. Dieses zweitägige Straßenfest wird von den Kirchberger Vereinen veranstaltet.
- Der Krämermarkt findet zweimal jährlich, im April und September statt. An den Ständen in der Magengasse werden Kleider, Spielsachen, Korbwaren und vieles andere verkauft.

## Persönlichkeiten

### Söhne und Töchter der Gemeinde
- Gotthilf Hitzler (1882–1933), Journalist, Politiker (SPD)
- Gerhard Brosi (1943–1984), Politiker (SPD)

### Mit der Gemeinde verbundene Persönlichkeiten
- Jürgen Braun (* 1961), Politiker, Mitglied des Bundestags (AfD), lebt in Kirchberg
- Ian Schölzel (* 1976), Kommunalpolitiker, Landrat, in Kirchberg aufgewachsen